# Oreogeton pterostigma
Oreogeton pterostigma är en tvåvingeart som beskrevs av Collin 1933. Oreogeton pterostigma ingår i släktet Oreogeton och familjen Oreogetonidae. Inga underarter finns listade i Catalogue of Life.